# Echaghatta, Holalkere
Echaghatta là một làng thuộc tehsil Holalkere, huyện Chitradurga, bang Karnataka, Ấn Độ.